# (7208) Ashurbanipal
(7208) Ashurbanipal (2645 P-L) – planetoida z grupy pasa głównego asteroid okrążająca Słońce w ciągu 3,19 lat w średniej odległości 2,17 j.a. Odkryta 24 września 1960 roku.